# Heinz Pollay
Heinz Pollay, nemški jahač in častnik, * 4. februar 1908, Köslin, Pomeranija  † 14. marec 1979, München, Bavarska.
Pollay je bil član nemške jahalne ekipe, ki je na poletnih olimpijskih igrah leta 1936 osvojila vse zlate medalje v vseh 6 disciplinah; do sedaj prvi in edini tak uspeh.